# Тяжилівка
Тяжилівка або Тяжилів — річка в Україні, ліва притока Південного Бугу. Протікає в м. Вінниця. Бере початок поблизу мікрорайону Тяжилів. У зв'язку з близькістю до промислових та житлових об'єктів у річку часто стікаються багато відходів. Річка не раз забруднювалася нафтопродуктами, і одного разу їх вміст перевищував допустиму норму в тисячі разів.
Біля перетину з вул. Київською річка схована в трубу, на колишніх мочарах збудовано Набережний квартал